# Razac-d'Eymet
Razac-d'Eymet is een gemeente in het Franse departement Dordogne (regio Nouvelle-Aquitaine) en telt 276 inwoners (2005). De plaats maakt deel uit van het arrondissement Bergerac.

## Geografie
De oppervlakte van Razac-d'Eymet bedraagt 12,1 km², de bevolkingsdichtheid is 22,8 inwoners per km².
De onderstaande kaart toont de ligging van Razac-d'Eymet met de belangrijkste infrastructuur en aangrenzende gemeenten.

## Demografie
Onderstaande figuur toont het verloop van het inwonertal (bron: INSEE-tellingen).